# Gu Changwei
Gu Changwei, chiń. 顧長衛; pinyin Gù Chángwèi (ur. 12 grudnia 1957 w Xi’an) – chiński operator, reżyser i producent filmowy. Przedstawiciel piątego pokolenia chińskich twórców filmowych. Uważany za jednego z najwybitniejszych operatorów w chińskim kinie. 
Zaczynał swoją karierę jako operator przy wczesnych filmach Chena Kaige (Król dzieci, 1987; Życie na strunie, 1991) i Zhanga Yimou (Czerwone sorgo, 1988; Ju Dou, 1990). Za film Żegnaj, moja konkubino (1993) był nominowany do Oscara za najlepsze zdjęcia. 
Po licznych sukcesach jego chińskich filmów, znalazł też pracę za granicą. Był operatorem filmów Roberta Altmana (Fałszywa ofiara, 1998), Jianga Wena (Diabły za progiem, 2000) i Joan Chen (Miłość w Nowym Jorku, 2000).
Później zajął się też reżyserią. Za swój debiut reżyserski Paw (2005) zdobył Srebrnego Niedźwiedzia – Grand Prix Jury na 55. MFF w Berlinie.